# NPO 3
NPO 3 è un canale televisivo olandese appartenente alla NPO.

## Programmazione
Il palinsesto di questo canale dalle 6:30 fino alle 19:00 è dedicato ai bambini, mentre dalle 19:00 in poi è dedicato a adolescenti e giovani adulti.
Dalle 6:30 alle 15:10 è dedicato ai bambini aventi un'età tra i 2 e i 6 anni (di nome NPO Zappelin), mentre dalle 15:10 alle 19:00 è dedicato ai ragazzini aventi un'età tra i 6 e i 12 anni (di nome NPO Zapp).

## Storia
NPO 3 è stata fondata il 4 aprile 1988. Il piano originale era di creare una terza rete in collaborazione con la VRT (azienda pubblica radiotelevisiva fiamminga) dedicata alla cultura, però questo piano fallì. E allora si decise di creare una rete per i giovani.